# Lago Cernello
Il lago Cernello è un lago alpino, dall'estensione pari a 26.000 metri quadrati, che raccoglie l'acqua piovana e quella proveniente dallo scioglimento delle nevi e da piccole falde minori. Sulle sue rive sorge la Baita Cernello. 

## Localizzazione
È situato nelle Alpi Orobie in alta valle Seriana (provincia di Bergamo), racchiuso in una vallata contenente i seguenti bacini artificiali:
- il lago di Aviasco
- il lago Campelli
- il lago Nero (Bergamo)
- il lago Sucotto

## Accessi

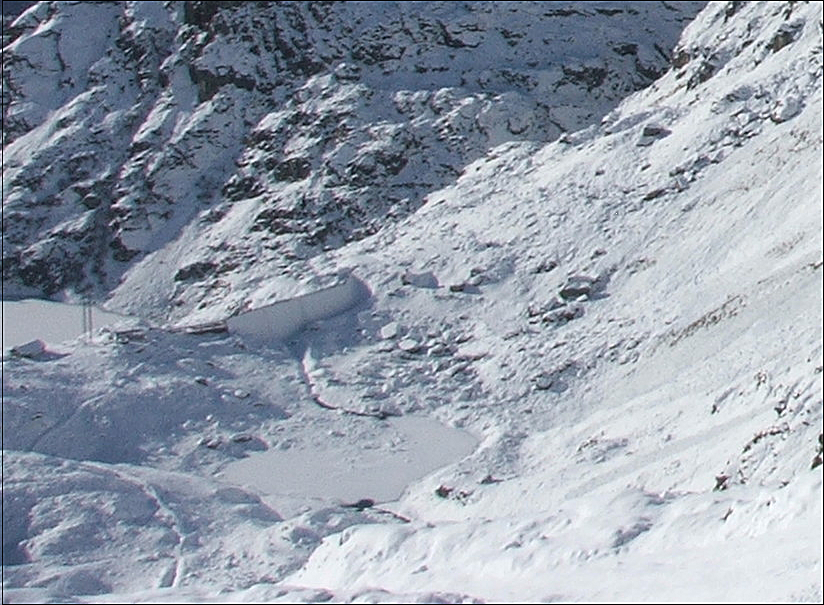
Il lago Cernello in inverno

La zona si raggiunge per la via più breve partendo da Valgoglio, in alta valle Seriana. Il sentiero parte dalla zona nord-est del paese, ed è ben segnato.
Si sale seguendo inizialmente le condotte d'acqua fino a giungere in vista della diga del Lago Sucotto. Si prende quindi il sentiero che sale in direzione della diga sul lato est del torrente, e si prosegue lungo il sentiero che costeggia il lago a sud, sale a est per proseguire in direzione nord fino a raggiungere il  lago Cernello in prossimità del  rifugio Baita Cernello.
Il lago può essere raggiunto anche dal rifugio Fratelli Calvi, in val Brembana, seguendo il sentiero che conduce al Passo della Portula e che prosegue in direzione del  Giro dei Laghi.

## Curiosità
In questa zona è possibile fare il cosiddetto  Giro dei Laghi lungo un sentiero che mette in comunicazione i laghi della vallata sopra descritti. Il sentiero è ripido in alcuni tratti ma ben segnato e in buone condizioni.